# Кочанска река (България)
Вижте пояснителната страница за други значения на Кочанска река.
Кочанската река или Жижевската, Жижовската река е река в Югозападна България, област Благоевград, Община Сатовча, десен приток на река Доспат. Дължината ѝ е 15,7 км, като отводнява част от южните склонове на рида Дъбраш в Западните Родопи.

## Географско описание
Реката извира от карстов извор северно от село Кочан. Тя преминава през центъра на село Кочан, покрай село Жижево и се влива отдясно в река Доспат, на 585 м н.в., на 1 км преди последната да навлезе в гръцка територия. По цялото си протежение реката тече в дълбока, слабо залесена и ерозирана долина.
Реално началото на реката се намира доста по на север в местността Чарджик и се казва Кору дере, но в местността Събътъка (на турски сух – вода и баттъ – потъвам) реката се влива в няколко езера, които видимо не се оттичат. По пещери и тунели на около два километра по на юг в местността Изора водата от реката се появява отново в дъното на 104-метрова пещера. Експериментално е установено, че на водата са нужни 10 часа, за да се придвижи от езерата в местността Събътъка до пещерата Изора. Освен на Изора, водата излиза отново на повърхността и чрез още два по-големи извора.
Водата е издълбала множество пещери и канали в меката варовикова скала. По-известни са феномените Меча дупка и Янина къща. Голяма част от извиращата вода е каптирана и се използва за домакинските нужди в село Кочан.
Преди години, капацитетът на основния извор е бил 120 л/с, но днес той е значително по-малък. В миналото реката е била пълноводна и има вероятност да се е използвала за транспорт на дървен материал. Днес, в по-голямата част от годината, реката е пресъхнала. Южно от село Кочан е силно замърсена с отпадъци. В реката няма риба, освен в най-долното ѝ течение.

## Притоци
Кочанската река има няколко по-големи притока, както и множество дерета и чешми, които се оттичат към реката. Някои от по-големите притоци на Кочанската река са:
Марулевска река
Реката води началото си от местността Мараша, като коритото ѝ се пълни предимно от няколко мочурливи места, както и от няколко чешми в местността. След около 3 километра реката достига до село Ваклиново и минава покрай блатистата местност „Фърлеото“. Влива се в Кочанската река в местността „Жижовския мост“ и има обща дължина приблизително 7,5 километра.

## Топографска карта
- Лист от карта K-35-85. Мащаб: 1 : 100 000.